# Comythovalgus modestus
Comythovalgus modestus är en skalbaggsart som beskrevs av Schein 1956. Comythovalgus modestus ingår i släktet Comythovalgus och familjen Cetoniidae. Inga underarter finns listade i Catalogue of Life.